# Dmítrievo
Dmítrievo (en rus: Дмитриево) és un poble de l'óblast de Vladímir, a Rússia, segons el cens del 2010 tenia 12 habitants. Pertany al districte municipal de Mélenki.